# San Andrés Solaga
San Andrés Solaga är en kommun i Mexiko.   Den ligger i delstaten Oaxaca, i den sydöstra delen av landet, 400 km sydost om huvudstaden Mexico City.
Följande samhällen finns i San Andrés Solaga:
- Santa María Tavehua